# 고준 황후
고준 황후(일본어: 香淳皇后, 1903년 3월 6일~2000년 6월 16일)는 쇼와 천황의 황후이다. 본명은 구니노미야 나가코(久邇宮良子)이며, 상징은 복숭아이다. 방계 황족 출신으로 신위는 여왕이며 황후가 되기 전엔 나가코 여왕(良子女王)으로 불렸다. 아버지는 구니노미야의 당주 구니요시 왕, 어머니는 사쓰마번 출신 시마즈 공작가 당주 시마즈 다다요시의 7녀 지카코(俔子)이다.

## 생애

### 출생

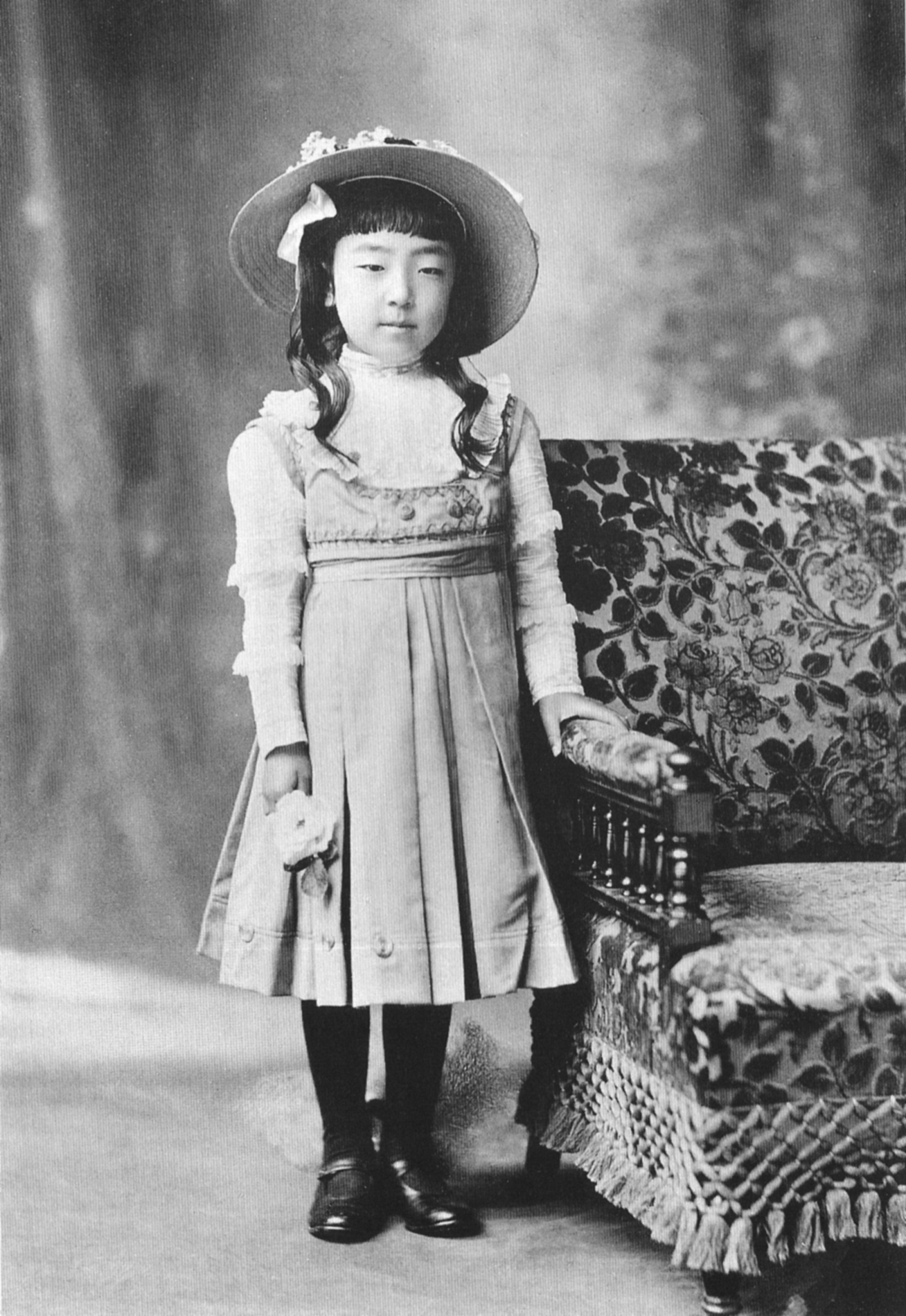
7세의 나가코 (1910년)

1903년(메이지 36년) 3월 6일 구니요시 왕의 3남 3녀 중 셋째로 출생하였고 1907년(메이지 40년) 9월 2일 가쿠슈인 여학부 유치원에 입원하였다. 당시에는 유치원에서부터 황족은 따로 별실에서 식사를 했는데, 그때 두 여동생 외에도 미치노미야 히로히토 친왕(후의 쇼와 천황), 아쓰노미야 야스히토 친왕(후의 지치부노미야)과 함께 만나 식사를 하곤 했다고 한다.

### 어린 시절
같은 학교 초등학과를 거치고 1915년(다이쇼 4년)에는 가쿠슈인 여학부 중학과 진학. 재학 중인 1918년(다이쇼 7년) 1월 14일에 황태자비로 내정되었다. 내정의 이유는 여러가지가 있지만 그녀의 성격이나 소질 이외에도 메이지 천황이 황족 중 가장 가난한 편이었던 구니노미야 집안을 걱정하고 있었던 것도 한 이유였다고 한다. 내정됨과 동시에 가쿠슈인을 그만두고 같은 해 4월 13일부터 구니노미야 가 내에 설치된 학문소에서 황후 교육을 받았다. 학문소는 "꽃 저택(お花御殿)"으로 불리며 두 여동생과 그 외 친한 학우들이 가쿠슈인 수업을 끝낸 후에 방문하며 함께 교육을 받는 곳이 되었다. 학문소의 건물은 그 후 도쿄도립 고마바 고등학교에 하사하였다.
1920년(다이쇼 9년) 5월 7일에 황태자 히로히토가 원복례를 실시한 뒤 같은 해 6월 10일 정식으로 약혼하였다. 그러나 1921년(다이쇼 10년)에 이르러 모계인 시마즈 가에 색맹의 유전이 있었던 탓에 원로인 야마가타 아리토모(山縣有朋)가 나가코가 황태자비로서 부적당함을 들어 구니노미야에 파혼을 강요한 이른바 "궁중모중대 사건"(宮中某重大事件)이 일어난다. 사건의 내용은 극비로 취급되었지만 세간에는 다양한 억측이 퍼졌는데, 그 중에서도 궁중 내에 영향력을 유지하기 위한 야마가타의 책략으로 생각하는 견해가 강했기 때문에 나가코에게 동정이 모이기도 하였다. 최종적으로는 이듬해인 2월 10일, 궁내성이 약혼 결정에 번복이 없음을 명백하게 밝힘으로서 사건은 종결되었다. 결정에 큰 영향을 끼친 것은 "과학에도 틀리는 것이 있는 줄 안다"라고 말한 다이쇼 천황이었다고 한다.
학문소에서의 교육은 실제로 2, 3년 정도가 예상되었었으나 궁중모중대 사건과 그에 이은 간토 대지진(関東大震災) 등으로 결혼식이 계속 연기되면서 길게 이어졌다.

### 황태자비 시절

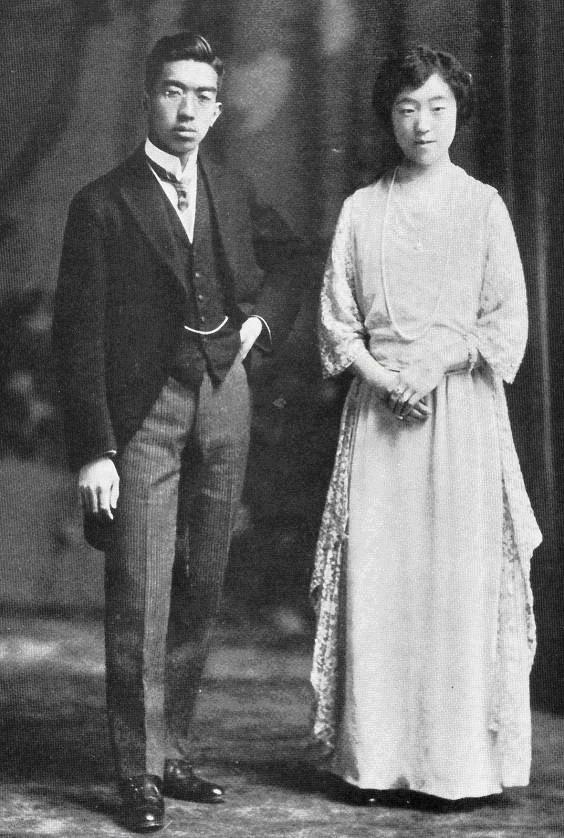
쇼와 천황(왼쪽)과 고준 황후(오른쪽)

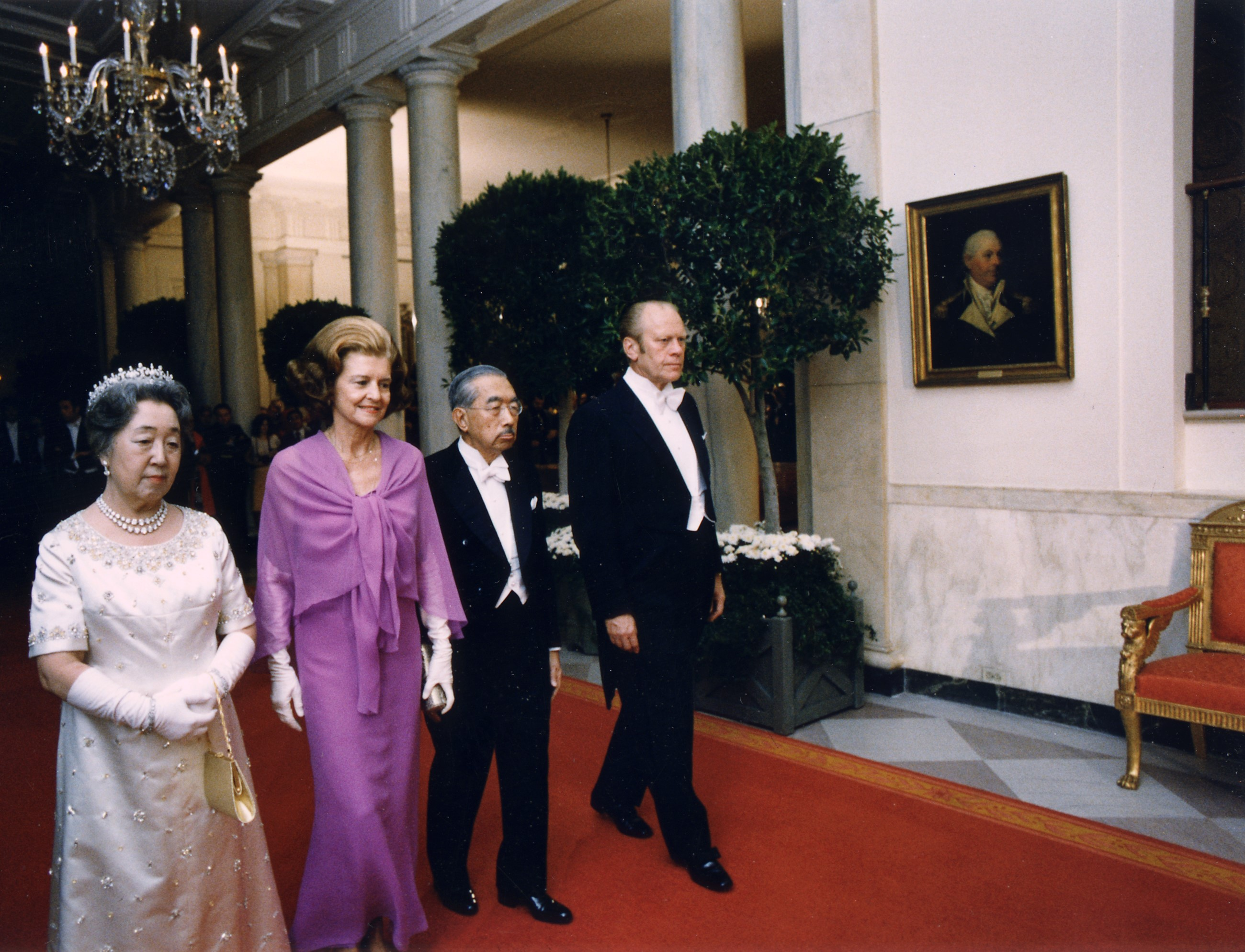
1975년 쇼와 천황(오른쪽에서 두 번째)이 미국 방문 당시 백악관에서 포드 대통령(맨 오른쪽)이 주최하는 환영 만찬에 참석하기 위해 만찬회장으로 향하고 있는 모습. 맨 왼쪽이 고준 황후.

1922년(다이쇼 11년) 6월 20일, 결혼에 대해 다이쇼 천황의 칙허가 내려져 9월 18일에 납채, 같은 때에 훈 일등 호우칸쇼 훈장을 받았다. 실제로 다음 1923년(다이쇼 12년)중에도 결혼식을 치를 예정이었지만, 간토 대지진의 참상을 본 히로히토가 스스로 연기했다고 한다.
1924년(다이쇼 13년) 1월 26일에 마침내 결혼, 황태자비가 되었다. 남편인 히로히토 황태자와의 관계는 원만해서 항상 손을 잡고 산책을 했다고 한다. 1925년(다이쇼 14년) 12월 6일에 첫 황녀인 데루노미야 시게코 내친왕(照宮成子內親王)이 탄생한다. 나가코는 유모를 두긴 했지만 가능한 한 스스로의 모유로 딸을 길렀는데, 당시만 해도 황실에서 유년기의 자녀를 수중에서 기르는 것은 매우 획기적인 사건이었다.

### 황후 시절
1926년(쇼와 원년) 12월 25일, 쇼와 천황의 즉위와 함께 황후가 되었다. 이후 계속 자녀를 낳았으나 내친왕만이 태어나면서 다이쇼 천황 이후 폐지되었던 측실 제도의 부활이 심각하게 검토되었다. 그러나 쇼와 천황에 의해 거부된 이 안은 1933년 장남 쓰구노미야 아키히토(継宮明仁)의 탄생으로 다시 수그러졌다.
전후 예전과 달리 황실의 역할이 국민들과 가깝고 열린 황실로 변화하면서, 천황 황후 동반의 공무가 일반적이 되자 천황과 함께 각종 활동을 활발하게 하였다. 1947년(쇼와 22년)의 일본 적십자사 명예 총재 취임을 시작으로, 1952년(쇼와 27년) 이후의 전국 전몰자 추도식, 1964년(쇼와 39년)의 도쿄 올림픽 개회식, 1970년(쇼와 45년)의 일본 만국 박람회 개회식, 1972년(쇼와 47년)의 삿포로 동계 올림픽 개회식 및 오키나와 복귀 기념식전에 출석하였다.
또한 황녀들의 결혼에 대해서도 열린 시각을 고수하여 장녀 시게코 내친왕을 위시해 당사자들의 의사를 존중하기 위한 맞선이나 데이트를 진행시키는 데 앞장서기도 하였다. 그러나 아키히토 황태자와 평민 출신인 쇼다 미치코(正田美智子)와의 약혼이 결정되었을 때에는 지치부노미야 야스히토 친왕비 세쓰코 및 다카마쓰노미야 노부히토 친왕비 기쿠코, 나시모토노미야 모리마사 왕비 이쓰코(이방자의 어머니), 마쓰다이라 노부코 등과 함께 강한 불쾌감을 나타냈다. 이후 마쓰다이라 노부코가 미야자키 등과 미리 짜놓고 결혼에 반대하는 우익 단체와 연락을 했다고 기록되고 있어 이 문제는 후에까지 꼬리를 잇게 되었다. 표면적으로 미치코에게 반감을 나타내지는 않았지만, 1975년의 방미 당시 공항에서 인사하는 미치코를 무시하는 영상이 남아 있다.
1976년, 정부 주최의 '천황 폐하 재위 50주년 기념식전'에 출석하였다. 이 시기를 기점으로 건강 상태가 악화되기 시작했다. 다음해에 도치기현 나스의 황실 전용 별장에서 넘어져 허리뼈가 골절되었으나 측근이 이 사실을 알리지 않아 적절한 치료가 늦어져 완전한 회복이 불가능해졌다. 이 사고로 인해 치매 등 정신과 육체의 노쇠함이 현저하게 나타났다. 보행시에 지팡이를 사용하는 횟수가 많아졌으며 산책할 때는 쇼와 천황의 손을 잡고 부축을 받았다. 각종 행사에는 기타시라가와 여관장등의 시중을 받았다.
1986년 신년 축하 기자회견과 같은 해 4월 29일 쇼와 천황의 생일 축하연을 마지막으로 건강 악화로 인해 정부 행사나 기념식에 불참하면서 공식 석상에서 점점 모습을 감췄다. 이 해부터 휠체어를 사용하게 되었으며 1987년 신년 기념 사진 촬영후에는 가벼운 심장발작을 일으키기도 했다.

### 황태후 시절
1989년 1월 7일, 쇼와 천황이 서거하고 아들 아키히토가 즉위하면서 황태후가 되었다. 건강 상태는 점점 악화되어 같은 해 2월 24일에 치러진 쇼와 천황의 장례에 불참하였다. 이 해에 남편과 셋째 딸인 다카쓰카사 가즈코, 여동생인 오타니 사토코가 사망하였다.
90세가 넘어가면서 치매 증상이 심해졌다. 언론에서는 '노인 특유의 증상(老人特有の症状)'으로 보도했다. 또한 외출하는 일은 거의 없게 되었다. 1996년 3월 6일, 93세가 되면서 고레이제이 천황의 황후인 후지와라노 히로코의 92세를 넘어 역대 최장수 황후가 되었다.

### 사망
2000년 6월 16일 오후 4시 46분, 4명의 자녀와 손자들이 입회한 가운데 노환에 의한 호흡부전으로 오오미야 어소에서 사망했다. 향년 98세로 역대 일본 황후 가운데 재위 기간이 제일 길며(62년 14일), 가장 장수하였다(97세 102일).
7월 10일 고준(香淳)의 시호가 올려졌다. 시호의 유래는 고대 나라 시대의 공경인 아베노 히로니와와 황족 야마쿠마왕의 한시에서 각각 한글자씩 따왔다. 7월 25일, 도쿄도 분쿄구의 도시마가오카에서 안장의 예가 거행되었으며 도쿄 하치오지시의 무사시 능묘지에 안장되었다.

## 가족 관계

### 부모
- 아버지: 구니노미야 구니요시 왕(久邇宮邦彦王, 1873~1928)
- 어머니: 구니요시 왕비 지카코(邦彦王妃俔子, 1879~1956)

### 배우자
| 부군 | 사진 | 이름               | 출생            | 사망                 | 비고                                  |
| ---- | ---- | ------------------ | --------------- | -------------------- | ------------------------------------- |
| 부군 |      | 쇼와 천황 昭和天皇 | 1901년 4월 29일 | 1989년 1월 7일(87세) | - 제124대 천황 - 1924년 1월 26일 혼인 |

### 자녀
| 사진 | 사진 | 이름                                      | 출생                   | 사망                  | 기타                                                   |
| ---- | ---- | ----------------------------------------- | ---------------------- | --------------------- | ------------------------------------------------------ |
| 장녀 |      | 히가시쿠니 시게코 東久邇成子              | 1925년 12월 6일        | 1961년 7월 23일(35세) | - 배우자 : 히가시쿠니 모리히로 - 자녀 : 3남 2녀        |
| 차녀 |      | 히사노미야 사치코 내친왕 久宮祐子内親王   | 1927년 9월 10일        | 1928년 3월 8일(0세)   | - 요절                                                 |
| 3녀  |      | 다카쓰카사 가즈코 鷹司和子                | 1929년 9월 30일        | 1989년 5월 26일(59세) | - 배우자 : 다카쓰카사 도시미치 - 자녀 없음             |
| 4녀  |      | 이케다 아쓰코 池田厚子                    | 1931년 3월 7일(94세)   | 생존                  | - 배우자 : 이케다 다카마사 - 자녀 없음                 |
| 장남 |      | 아키히토 천황 明仁                        | 1933년 12월 23일(91세) | 생존                  | - 제125대 천황 - 배우자 : 쇼다 미치코 - 자녀 : 2남 1녀 |
| 차남 |      | 히타치노미야 마사히토 친왕 常陸宮正仁親王 | 1935년 11월 28일(89세) | 생존                  | - 배우자 : 마사히토 친왕비 하나코 - 자녀 없음          |
| 5녀  |      | 시마즈 다카코 島津貴子                    | 1939년 3월 2일(86세)   | 생존                  | - 배우자 : 시마즈 히사나가 - 자녀 : 1남                |

## 같이 보기
- 이방자 - 고준 황후의 사촌